# コルビー・ファインガア
コルビー・ファインガア（Colby Fainga'a、1991年3月31日 - ）は、ジャパンラグビーリーグワン九州電力キューデンヴォルテクスに所属するラグビーユニオン選手。

## プロフィール
- オーストラリアクイーンビアン出身[1]。
- ポジションはフランカー(FL)。
- 身長 183 cm、体重 101 kg
- 兄のアンソニー・サイア・ヴィリ（英語版）もラグビー選手[2]。
- U20オーストラリア代表に選ばれたことがある[3]。

## 略歴
ブランビーズ、レベルズ、メルボルンライジング、コナート、リヨンOUを経て、2022年、九州電力キューデンヴォルテクスに加入。12月24日に行われたJAPAN RUGBY LEAGUE ONE第2節クリタウォーターガッシュ昭島戦にて途中出場で日本での公式戦初出場を果たした。

## 受賞歴
- 2022-23ゴールデンショルダー (DIVISION 3)